# Столбова, Долорес Ивановна
Долорес Ивановна Столбова (в девичестве Трупакова) (21 мая 1936, Ставрополь — 20 марта 1994, Санкт-Петербург) — советская и российская актриса театра и кино.
- Имя пишется с одной «л», так как на это указывает могила, но киновед Алексей Тремасов указал с двумя, что может иметь ошибку[2].

## Биография
Родилась 21 мая 1936 года в Ставрополе Советского Союза в многодетной семье. Отец служил в Министерстве государственной безопасности СССР, мать была домашней хозяйкой.
Позже семья переехала в Москву, где Столбова начала учиться в средней школе. В 1954 году окончила её, после чего с первой же попытки поступила на актёрский факультет Театрального  училища имени М. С. Щепкина на курс Н. А. Анненкова, в котором сумела сдать все экзамены и получить диплом. В период учёбы, познакомилась с А. М. Столбовым, через некоторое время вышла за него замуж и родила от него дочь. В 1958 году Анатолий Михайлович увёз их к себе на родину в Ленинград, где они оба поступили в состав студии киноактёра при киностудии «Ленфильм». Спустя время между ними происходит развод. 
С 1959 года Столбова дебютировала в кино. Первыми работами были такие фильмы, как «Люди голубых рек», «Театр зовёт» и «Тётя Луша». В 1960 году получила приглашение от Н. П. Акимова вступить в труппу Ленинградского театра Комедии, где сразу же получила главную роль в пьесе Братислава Блажека «Третье желание». В 1964 году сыграла Наташу, одну из значимых и больших своих ролей в фильме «Зелёный дом». В середине 1960-х годов знакомится с В. А. Бирцевыми выходит за него замуж.
Намного позже Столбова состояла в месткоме Студии киноактёра, занималась военно-шефской работой, принимала участие в более чем шестистах концертах и именно за это получила значок «Отличник культурного шефства над Вооружёнными силами СССР».  
Скончалась 20 марта 1994 года на 58 году жизни в квартире Санкт-Петербурга. Имела пристрастие к алкоголю. Похоронена на Северном кладбище.

## Оценочные мнения
- Для неё – стройной, привлекательный, явно не без таланной, находились роли в не самых лучших картинах, но зато они прибавили ей уверенность в себе и ощущение собственной вовлечённости в кинопроцесс. — Алексей Тремасов[1].
- Имела пристрастие к алкоголю. На Ленфильме её долго терпели, поскольку она была человеком отзывчивым, не отказывалась от общественных нагрузок. — Алексей Тремасов[1].

## Фильмография
- 1959 — Люди голубых рек — Маша Веселова
- 1959 — Театр зовёт — Елена Сергеевна
- 1959 — Тётя Луша — Настенька
- 1960 — Гущак из Рио-де-Женейро — Лена Гашкина
- 1960 — Дома с собачкой — Феничка
- 1960 — Домой — экскурсантка
- 1960 — Люблю тебя, жизнь! — Светлана
- 1961 — Коллеги — Даша
- 1961 — Поднятая целина (3 серия) — учительница
- 1962 — Прошлым летом — сестра Полинки
- 1964 — Жаворонок — военнопленная
- 1964 — Зелёный дом — Наташа Силаева
- 1964 — Ноль три — невеста Жоры
- 1965 — Авария — Лида, секретарь
- 1965 — Заговор послов — проститутка
- 1965 — Сколько лет, сколько зим! — медсестра
- 1966 — В городе С. — горничная
- 1967 — Мятежная застава — женщина на баррикаде
- 1967 — Простая девушка — Оля
- 1970 — Любовь Яровая — участие